# گاوگل علیا
گاوگل علیا، روستایی از توابع بخش مرکزی شهرستان صحنه در استان کرمانشاه ایران است.

## جمعیت
این روستا در دهستان گاماسیاب (صحنه) قرار دارد و براساس سرشماری مرکز آمار ایران در سال ۱۳۸۵، جمعیت آن ۵۰۵ نفر (۱۱۷خانوار) بوده‌است.